# Gwizjusze

Herb Gwizjuszy

Gwizjusze (fr. de Guise) – francuski ród książęcy pochodzący z Lotaryngii. Boczna linia dynastii z Vaudémont.
Protoplastą rodu był Klaudiusz de Guise, syn księcia lotaryńskiego – René II, i jego żona – Antonina de Bourbon-Vendôme.
W okresie wojen religijnych we Francji w XVI wieku Gwizjusze stanęli na czele stronnictwa katolików walczących przeciw hugenotom i Burbonom. Henryk I de Guise był jednym z inicjatorów nocy św. Bartłomieja, przywódcą Ligi Katolickiej. W 1588 roku obwołany został królem przez lud Paryża.
Maria de Guise została królową Szkocji.

## Książęta de Guise
- Klaudiusz, książę Guise (1496–1528–1550)
- Franciszek, książę Guise (1519–1550–1563)
- Henryk I, książę Guise (1550–1563–1588)
- Karol, książę Guise (1571–1588–1640), także książę Joyeuse
- Henryk II, książę Guise (1614–1640–1664)
- Ludwik Józef, książę Guise (1650–1664–1671)
- Franciszek Józef, książę Guise (1670–1671–1675) – zmarł bezpotomnie
- Maria, księżna Guise (1615–1675–1688)

## Wydarzenia historyczne z udziałem Gwizjuszy
- Tumult w Amboise (1560)
- Masakra w Wassy (1562)
- Noc św. Bartłomieja (1572)